# زیردریایی کلاس سارو
سابمارین کلاس سارو (به انگلیسی: Sauro-class submarine) یک کلاس از زیردریایی است که طول آن 63.9-66 m می‌باشد.